# Indy Lights 1996
Indy Lights 1996, det vill säga säsongen 1996 av biltävlingen Indy Lights, vanns av David Empringham.

## Delsegrare
| Datum       | Bana           | Vinnare            |
| ----------- | -------------- | ------------------ |
| 3 mars      | Homestead      | David Empringham   |
| 14 april    | Long Beach     | David Empringham   |
| 28 april    | Nazareth       | David DeSilva      |
| 25 maj      | Michigan       | David Empringham   |
| 2 juni      | Milwaukee      | Mark Hotchkis      |
| 9 juni      | Detroit        | Tony Kanaan        |
| 23 juni     | Portland       | Gualter Salles     |
| 30 juni     | Cleveland      | Gualter Salles     |
| 14 juli     | Toronto        | Gualter Salles     |
| 4 augusti   | Trois-Rivières | Hélio Castroneves  |
| 1 september | Vancouver      | Claude Bourbonnais |
| 8 september | Laguna Seca    | Tony Kanaan        |

## Slutställning
| Plats | Förare             | Poäng |
| ----- | ------------------ | ----- |
| 1     | David Empringham   | 148   |
| 2     | Tony Kanaan        | 113   |
| 3     | Gualter Salles     | 108   |
| 4     | Claude Bourbonnais | 104   |
| 5     | Mark Hotchkis      | 102   |
| 6     | Alex Padilla       | 90    |
| 7     | Hélio Castroneves  | 84    |
| 8     | David DeSilva      | 61    |
| 9     | José Luis Di Palma | 56    |
| 10    | Chris Simmons      | 54    |
| 11    | Jeff Ward          | 53    |
| 12    | Greg Ray           | 48    |